# Карло Чипола
Карло Мария Чипола (на италиански: Carlo Maria Cipolla) е италиански икономист, сред водещите стопански историци от своето поколение. Известен е с хумористични есета на икономически и други теми.

## Биография и дейност
Завършва среден лицей в родния си град през 1944 година. След това учи в Сорбоната и Лондонското училище по икономика. Международната му кариера започва през 1953 г., когато заминава за Съединените щати с Фулбрайтова стипендия. От 1959 г. преподава в Бъркли и други учебни заведения по света.
Член на Кралското историческо общество на Великобритания, на Британската академия, на италианската Академия дей Линчеи, на Американската академия за изкуства и науки и на Американското философско дружество, Филаделфия. Награждаван с ред важни международни отличия за приноса си в стопанската историография. Почетен доктор на Университета в Павия (1992).

## Принципи на човешката глупост
Най-популярното произведение на Чипола е сборникът с есета Allegro ma non troppo („Щастлив, но не твърде много“, като в музиката – „Бързо, но не твърде бързо“).
Първото есе от сборника е „Принципи на човешката глупост“, написано през 1976 г., разглежда противоречивата материя на глупостта. На глупавите хора се гледа като на група много по-могъща от всяка една мафиотска организация или икономическа структура, която при липса на правила, лидери или манифести успява да работи много ефективно и в невероятна координация.
Чипола поделя хората на четири типа според това дали причиняват добро/зло на себе си/другите: умници (принасят полза на себе си и на другите), разбойници (загуби за другите, полза за себе си), балами (полза за другите, загуба за себе си) и глупаци (загуби и за другите, и за себе си).
Петте основни принципа на глупостта:
1. Винаги и неизбежно всеки от нас подценява броя глупаци, които се намират в обращение.
2. Вероятността някой да се окаже глупав не зависи от която и да било друга характеристика на личността на този някой.
3. Човек е глупав, ако причинява вреда другиму, като от това не извлича полза за себе си или дори сам си причинява вреда.
4. Неглупавите хора винаги подценяват вредоносния потенциал на глупавите и постоянно забравят, че по което и да било време, на което и да било място и при каквито и да било обстоятелства общуването или обвързването с глупаци задължително се оказва скъпоструваща грешка.
5. Глупакът е най-опасният тип човек, който съществува.

## Творби
- Le leggi fondamentali della stupidità umana, 2015
- La storia economica, 2005, ISBN 8815106790 (скъсено издание на Tra due culture, 1988)
- Chi ruppe i rastrelli a Monte Lupo?, 2004, ISBN 8815086412.
- Introduzione alla storia economica, 2003, ISBN 8815095586 (за 1-во изд. вж. Tra due culture, Bologna 1988)
- Conquistadores, pirati, mercatanti. La saga dell'argento spagnuolo, 2003, ISBN 8815095896 (1-во изд. 1996)
- Le macchine del tempo. L'orologio e la società (1300-1700), 2003, ISBN 8815095888 (1-во изд. Clocks and culture, 1300-1700, Norton, New York, 1978)
- Tre storie extra vaganti, 2003, ISBN 8815095853 (1-во изд. 1994)
- Vele e cannoni, 2003, ISBN 8815095861 (1-во изд. Guns and sails in the early phase of European expansion 1400-1700, London Collins Sons & Co. Ltd, 1965)
- Storia economica dell'Europa pre-industriale, 2002, ISBN 8815086412 (1-во изд. 1974)
- Istruzione e sviluppo. Il declino dell'analfabetismo nel mondo occidentale, 2002 (1-во изд. Literacy and Development in the West, Harmondsworth, 1969)
- Le avventure della lira, 2001, ISBN 8815084983 (1-во изд. 1975)
- Il linguaggio degli occhi. Racconto storico, 1997
- Il burocrate e il marinaio. La sanità toscana e le tribolazioni degli inglesi a Livorno nel XVII secolo, 1992
- Il governo della moneta a Firenze e a Milano nei secoli XIV-XVI, 1990
- Miasmi e umori, Il Mulino, Bologna, 1989, ISBN 8815098089
- Tecnica, società e cultura. Alle origini della supremazia tecnologica dell'Europa (XIV-XVII secolo), 1989
- Allegro ma non troppo, 1988
Алегро (ма;-) нон тропо., изд. „Колибри“, 2007.
- Le tre rivoluzioni e altri saggi di storia economica e sociale, 1988
- Tra due culture. Introduzione alla storia economica, 1988
- Contro un nemico invisibile. Epidemie e strutture sanitarie nell'Italia del Rinascimento, 1986
- Uomini, tecniche, economie, 1966 (1-во изд. The Economic History of World Population, 1962)
- Sans Mahomet, Charlemagne est inconcevable Estr. в: Annales: Économies Sociétés Civilisations, n. 1 (janvier-février 1962), 1962
- Moneta e civiltà mediterranea, 1957
- Verso il Far West: le esplorazioni dell'occidente nordamericano e la ricerca dei passaggi verso il Pacifico, 1952
- Mouvements monetaires dans l'Etat de Milan: 1580 - 1700, 1952
- Studi di storia della moneta: i movimenti dei cambi in Italia dal secolo XIII al XV, 1948
- Agli inizi della rivoluzione industriale nell'economia ligure Estr. da: Genova: uomini e fortune, edito dalla Levante